# 채소 국물

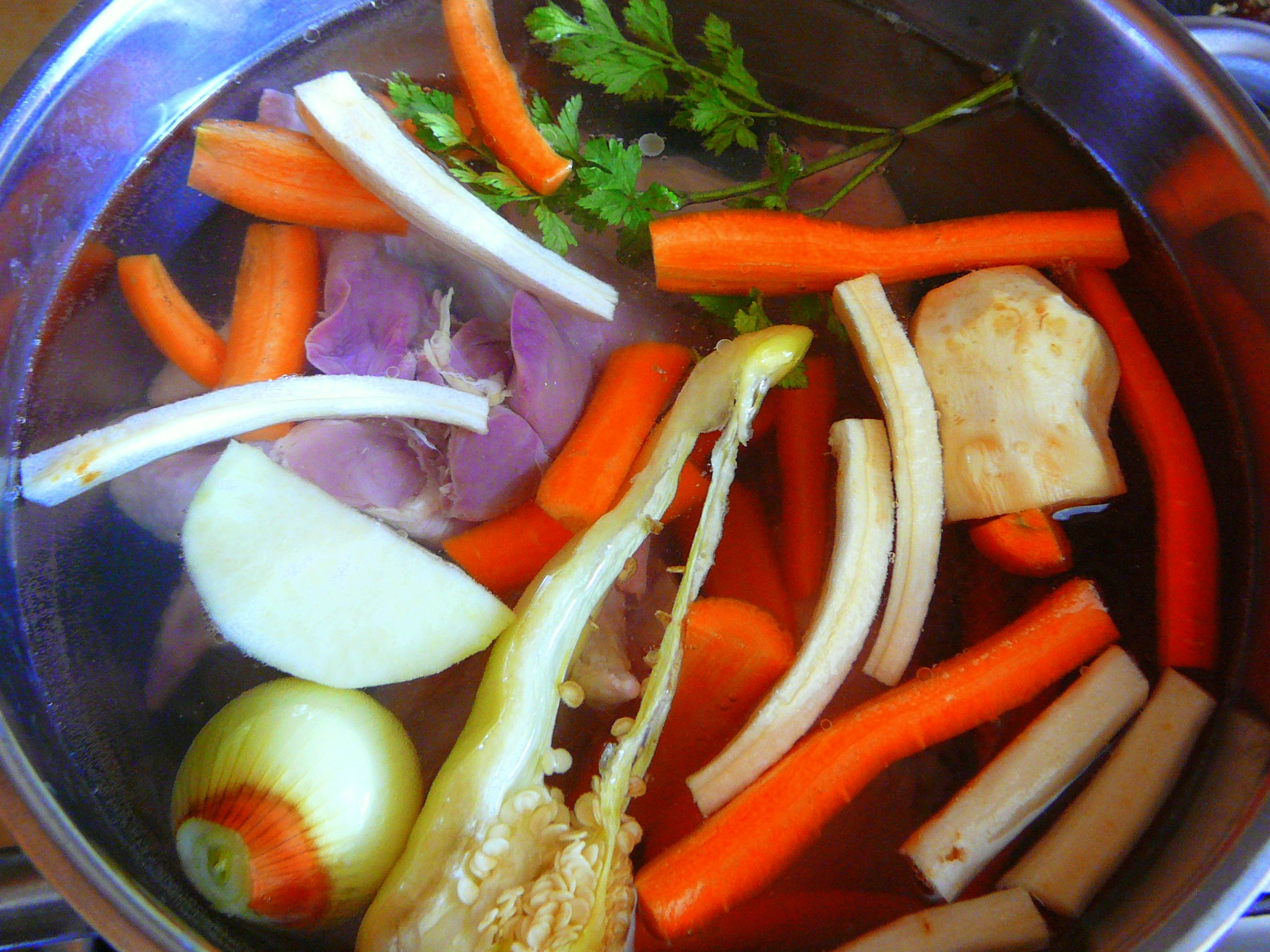
채소 국물

채소 국물(菜蔬--)은 무, 양파 등 채소를 삶아 낸 물이다. 밑국물로 쓸 때는 채수(菜水)나 채소 육수(菜蔬肉水), 채소 밑국물(菜蔬---, 영어: vegetable stock), 채소 맛국물(菜蔬---)로도 부른다. 구운 채소로 국물을 내기도 한다. 무 같은 시원한 채소, 파 (채소)나 마늘 같은 향이 강한 향신채가 주로 쓰이며, 향신료를 넣기도 한다. 버섯이나 다시마 등을 함께 넣어 국물을 내기도 하며, 버섯이 주가 된 국물은 버섯 국물이라 부른다. 맑은국으로 먹을 때는 채소 맑은국(菜蔬---, 영어: vegetable broth)이라 부른다.

## 같이 보기
- 고기 국물
- 다시마 국물
- 버섯 국물
- 생선 국물